# Handicap (polo)
Handicap é um critério de classificação para equipas e seus jogadores usado no polo.
O jogo de uma equipa é classificado segundo a capacidade de cada jogador, e medido em goals. A cada membro de uma equipa é atribuído um handicap, que varia entre -2 (iniciante) e 10 (melhor do mundo), de modo que o handicap de uma equipa é a soma classificações em goals de cada um dos seus jogadores.
Os torneios são organizados com base em categorias de handicap. Equipas classificadas com 19 goals ou mais são consideradas como polo de alto goal, enquanto que equipas entre 15 e 18 goals são consideradas como jogo de médio goal. Existem muitas maneiras de construir uma equipa que corresponda aos limites de goal de um torneio. Muitas vezes uma equipa forte deseja que seja incluído um ringer, um jogador novo ou mal classificado, por forma a balancear os jogadores da equipa com classificações mais altas. à equipa com o handicap mais baixo é atribuída a diferença em goals no início do jogo.
Os critérios de classificação em handicaps são definidos pela Federação Internacional de Polo (FIP), a federação internacional que rege esta modalidade. No final de cada época cada clube discute e atribui ou revê as classificações de handicap para cada um dos seus jogadores, que são depois enviadas à federação nacional na qual o clube está filiado, que então procede à revisão e publicação dessas classificações. Cada federação nacional está obrigada a enviar anualmente a lista de handicaps dos seus jogadores registados à FIP, na qual estão filiadas, que as publica na base de dados internacional mantida pela federação.
No Brasil a federação nacional encarregada da revisão e publicação dos handicaps das equipas e jogadores é a Confederação Brasileira de Polo.